# Anotimpurile (Ceaikovski)
„Anotimpurile” op. 37 este un ciclu din douăsprezece piese muzicale de caracter, scurte, pentru pian solo, compuse de Piotr Ilici Ceaikovski ]. Fiecare piesă sugerează o lună a anului. Lucrarea o putem auzi în prelucrări orchestrale, aranjate de alți compozitori. Luna Noiembrie (Troika)și luna Iunie(Barcarole) au fost extrem de populare și au apărut în numeroase aranjamente muzicale pentru orchestră, vioară, violoncel, chitară si mandolină. 
Ceaikovski a început să compună această lucrare după preiera primului sau „Concert pentru pian”.
În 1875, Nikolay Matveyevich Bernard, editorul revistei St.Petersburg nouvellist, i-a comandat lui Ceaikovski să compună 12 piese scurte pentru pian, câte una pentru fiecare luna a anuli, sugerând ca fiecare piesă să aibă și un subtitlu, subtitluri date de el. Ceaikovski a aceeptat comanda, iar în decembrie 1875, ediția revistei a promis cititorilor câte o piesă pentru fiecare lună a anului următor, adică anul 1876. Piesele Ianuarie și Februarie au fost scrise la sfarșitul anului 1875 și trimise lui Bernard pentru a stabili dacă sunt adecvate, iar dacă nu, să le rescrie. Piesele Martie, Aprilie și Mai sunt compuse și scrise separat, iar celelalte 7 rămase sunt scrise în același caiet.
Epigrafele care au apărut la publicarea acestor piese au fost alese de Bernard, nu de Ceaikovski. În anul 1886, editorul P.Jurgenson a achiziționat drepturile lucrării Anotimpurile, și piesa a fost retipărită de multe ori.
Ceaikovski nu și-a dedicat eforturile privind compoziția acestor piese; acestea au fost făcute la comandă, și au fost o modalitate de completare a veniturilor sale.
Cele mai multe dintre piese sunt în forma A-B-A, simplu, dar fiecare conține o capodopera melodica minunata.

## Cele 12 piese și subtitlurile lor:

### 1. Ianuarie:La gura sobei(La major)
În această piesă se simte atmosfera unei seri minunate pe lângă un cămin.

### 2. Februarie:Carnavalul(Re major)
Ne transmite dispoziția veselă a unei sărbători ,,Масленица”.

### 3. Martie:Cântecul ciocârliei(Sol minor)
O melodie lentă,tristă și melancolică cu voci,triluri,ce imită cântul privighetoarei.

### 4. Aprilie:Ghiocel(Si-bemol major)
O temă emoțională, pe mai multe voci, acompaniată în ritm de vals, ce creează o dispoziție de primăvară.

### 5. Mai:Nopți înstelate(Sol major)
Redă o atmosferă neobișnuită de căldură , lumini,umbre - un fenomen al naturii-nopțile albe,ce apar numai după Cercul Polar,unde și se află Petersburgul.

### 6. Iunie:Barcarola(Sol minor)
O amintire despre Italia,Veneția,gondolierii și cântecele lor melodice.

### 7. Iulie:Cântecul secerătorului(Mi-bemol major)
O melodie populară rusă,largă,ce redă impresia la cositul pe colinele ruse.

### 8. August:Recolta(Si minor)
Redă atmosfera strângerii roadei.

### 9. Septembrie:Vanătoarea(Sol major)
O temă vioaie,în ritmul de marș,ce descrie tabloul vânătoarei.

### 10. Octombrie:Cântecul toamnei(Re minor)
O temă tristă,meditativă,ce ne redă atmosfera toamnei târzii.

### 11. Noiembrie:Troika(Mi major)
Transmite dispoziția exaltată în urma unei distracții ruse-plimbarea cu sania.

### 12. Decembrie:Crăciun(La-bemol major)
În piesa aceasta se simte dispoziția sărbătorilor de Crăciun, are un caracter vioi și vesel.